# Carlo Perrier
Carlo Perrier (1886-1948) est un chimiste et minéralogiste italien qui découvrit le technétium en 1937 avec son compatriote Emilio Gino Segrè à l'université de Palerme.